# De förskräckliga barnen
För andra betydelser, se Les enfants terribles (olika betydelser).
De förskräckliga barnen (originaltitel: Les Enfants terribles) är en roman av den franske författaren Jean Cocteau, utgiven 1929. Romanen finns i svensk översättning från 1987 av Per Magnus Kjellström.
Romanen handlar om syskonen Elisabeth och Paul, som isolerar sig från omvärlden under sin uppväxt. Denna isolering krossas senare under deras ungdomsår.